# Arno Kleffel
Arno Kleffel   (Pößneck, 4 de setembre de 1840 - Nikolassee, 15 de juliol de 1913) fou un director i compositor alemany.

## Biografia
Arno Kleffel va estudiar al conservatori de Leipzig i en privat amb Moritz Hauptmann. De 1863 a 1867 Kleffel va ser director de la Societat Musical de Riga, de 1868 director de teatre a Colònia, Amsterdam, Görlitz, Breslau, Stettin i altres, de 1873 a 1880 va treballar al teatre Friedrich Wilhelm de Berlín, després a Augsburg i Magdeburg. 1892-1894 va treballar a Berlín com a professor de teoria i piano al Conservatori Stern on entre els seus alumnes tingué a Heinz Tiessen i, com a crític de música. De 1884 a 1892 i de 1894 a 1904 va ser primer director de direcció al "Stadttheater" de Colònia, on va dirigir els concerts de Gürzenich al costat de Franz Wüllner (1832–1902); allà també va rebre el títol de professor reial. Des de 1904 va treballar al conservatori Stern com a professor de composició, com a cap de la Kapellmeisterschule i com a responsable de l'associació de cantants Stern.

## Obres
Kleffel va escriure música vocal, música per a piano (dues i quatre mans) i algunes obres per a orquestra. Franz Pazdirek va publicar un extens catàleg de les obres del compositor. Aquesta llista molt extensa és accessible en línia. Nombrosos treballs de Kleffel van aparèixer com un enregistrament en CD en edició Romana Hamburg (Gerhard Helzel).